# 태복시
태복시(太僕寺)는 중국 고대 조정의 중앙 기구 가운데 하나이다.
주 목왕(周穆王)이 백경(伯冏)이라는 인물을 태복정(太僕正)에 임명하였는데, 사관(史官)이 이 명령문을 기록한 것을 경명(冏命)이라고 하였고(같은 제목으로 《상서》에 실렸다) 이로 인해 후세에 태복시를 경시(冏寺)라고도 하였으며, 태복시의 장관인 태복시경(太僕寺卿, 태복경)을 경경(冏卿)이라고도 불렀다.

## 연혁
진(秦), 한(漢)의 구경(九卿) 가운데 태복이 존재하였고, 수레나 말을 맡아 보는 관직이었다. 북제(北齊) 때에 제도로 정하여 시(寺)로서 관서의 이름을 정하였다. 수(隋), 당(唐) 이후로도 모두 그 제도를 따랐다.
원(元) 왕조에는 전국적으로 상당히 많은 말을 필요로 하여 중앙에 태복시를 설치하고 중서성(中書省)에 배속시켰다. 동쪽에 탐라(제주도), 북쪽에 코리토마트(火里秃麻, Qori-tumat), 서쪽에 감숙(甘肅), 남쪽에 운남(雲南) 등에 14개의 목장을 설치했다.
명(明) 왕조에 이르러 목마(牧馬) 관련 정령(政令)을 관장하였으며 병부(兵部)에 속하였다. 홍무(洪武) 6년에 제주(滁州)에 남경태복시(南京太僕寺)를 세워 경(卿)、소경(少卿)、시승(寺丞) 등의 관직을 임명하였고, 30년에 북평(北平)과 요동(遼東)、산서(山西)、섬서(陝西)、감숙(甘肅) 등지에 행태복시(行太僕寺)를 두었다.
청(淸) 왕조도 순치 원년에 태복시를 두었는데 처음에는 관련 업무를 전담하는 부서가 아니었고, 병부(兵部)에 부설된 무고시(武库司)와 그 해 12월에 철폐되었다. 순치 2년 2월에 다시 태복시를 두고 황제가 나가 순시할 때 호종하는 수레나 말 및 잡다한 물품들을 모두 총관하였다. 청대의 태복시에도 경、소경、원외랑(員外郎) 등의 관직이 있었다.
1910년대 청 왕조 말기의 신정(新政)에서 병부와 연병처(練兵處)와 마찬가지로 육군부(陸軍部)에 통폐합되었다.

## 같이 보기
- 사복시 - 고려 때의 태복시를 충렬왕 34년(1308년) 사복시로 개칭하였다.
- 태복